# Я обвиняю (фильм, 1919)
«Я обвиняю» (фр. J'accuse!, 1920) — французский художественный фильм Абеля Ганса.

## Сюжет
Война разлучала влюблённых. Герой, пройдя все ужасы сражений и оставшись в живых, поклялся рассказать людям правду об увиденном. А. Ганс в этом фильме прибегает к инновативной киновыразительности в целях усиления аргументации своих мыслей. Он широко использует многократные экспозиции, впечатывание в кадр, деление кадра по горизонтали. Мрачные тени смерти над полями, изрытыми окопами, убитые солдаты, встающие из могил, призраки, движущиеся на зрителей, как бы требуя ответа от живых — за что же они погибли?

## В ролях
- Ромуальд Жоубе / Жан Диас
- Северин-Марс / Франсуа Лорен
- Мариз Дауврай / Эдит Лорен
- Манчини / Мать Жана
- Элизабет Низан
- Пьер Данис

## Дополнительные факты
- В названии фильма Ганс использует слова из письма Э. Золя по делу Дрейфуса.